# Jurančič
Jurančič je priimek več znanih Slovencev:

## Znani nosilci priimka
- Igor Jurančič, arhitekt, urbanist?
- Ilja Jurančič (1929—2006), ekonomist (organizatorik, strokovnjak za vrednotenje dela)
- Ivan Jurančič (1861—1935), čebelar
- Iztok Jurančič (*1954), novinar
- Janja Jurančič Rak (*1963), lektorica, urednica (paraplegičarka)
- Janko Jurančič (1902—1989), jezikoslovec slavist-srbohrvatist, leksikograf, univ. prof., akademik
- Jože Jurančič (1902—1998), učitelj, partizan, politični delavec in politični zapornik
- Klementina Jurančič Petek, jezikoslovka anglistka, univ. profesorica (UM)
- Luna Jurančič Šribar (*1981), pisateljica in kulturna antropologinja, dobitnica nagrade Mira (2021)
- Olga Jurančič Virens (1912—1998),
- Poldka (Leopoldina) Jurančič Dolenec (1902—1942), učiteljica, talka
- Vladimir Jurančič (*1927), pravnik, politik, gospodarstvenik
- Zdenka Jurančič (1931—2023), inž. kemije, poslanka Zbora republik in pokrajin Skupščine SFRJ
- Živa Jurančič (*1983), kulturologinja, kulturna/filmska animatorka